# Federazione di rugby a 15 dell'Argentina
L'Unión Argentina de Rugby (UAR) è l'organismo di governo del Rugby XV in Argentina. È membro dell'International Rugby Board con un posto nel Consiglio Esecutivo.
È dalla UAR che dipende la nazionale di rugby argentina, conosciuta anche come Los Pumas.

## Storia
La prima partita di Rugby giocata in Argentina si disputò nel 1873. Il gioco era stato portato in Argentina da Irlandesi e Britannici. Fu solo 26 anni dopo, nel 1899, che quattro clubs della capitale argentina, Buenos Aires, e il Club Atlético del Rosario si unirono per formare la River Plate Rugby Football Union.
Nello stesso anno organizzò un proprio campionato
La federazione subì due sostanziali riforme. Nel 1951, in occasione dei primi Giochi panamericani, fece richiesta di affiliazione al Comitato Olimpico Argentino (CAD-COA), che pose due condizioni. La prima era l'inserimento del nome "Argentina" alla denominazione dell'Unione, cosicché il River Plate Rugby Football Union divenne l'Union Argentina de Rugby il 29 novembre 1951.
La seconda il limitare la propria competenza al territorio argentino..
All'epoca infatti anche il Montevideo Cricket Club, ne faceva parte, Lo stesso anno esso confluì quindi nella costituenda Unión de Rugby de Uruguay.
La seconda nel 1995-96, quando venne creata la Unión de Rugby de Buenos Aires per coordinare e gestire il rugby nella Capitale e nella sua Provincia, sino ad allora gestito direttamente dalla federazione nazionale.
Questa associazione, una delle Rugby Union più vecchie del mondo, divenne membro dell'International Rugby Board (IRB) dopo esser'stata invitata alla Coppa del Mondo inaugurale nel 1987.
Quando il resto delle rugby union del mondo divennero professionali nel 1995, la UAR decise che in Argentina il Rugby sarebbe rimasto amatoriale. I giocatori argentini che optarono per andare oltreoceano per giocare a livello professionale (storicamente in Italia e Francia, con un numero crescente di argentini che giocani in Inghilterra) continuarono ad essere chiamati dalla nazionale argentina (anche se non in tutti i casi), e così la nazionale di oggi è formata principalmente, anche se non esclusivamente, da giocatori che giocano in squadre europee..

## Unioni affiliate
Alla U.A.R. sono affiliate 25 federazioni comunemente dette "provinciali". In realtà non tutte hanno la competenza esatta su una delle province dell'Argentina, ma alcune di esse vedono affiliazioni di club di parte di una provincia o di più province. Ad esempio i club della Provincia di Buenos Aires sono "distribuiti" su più federazioni (Buenos Aires, Oeste, Sur, Mar del Plata e Rosario)
|                 | Denominazione ufficiale                                  | Sede                    | Fondaz.    | Affil. | Ambito | Note |
| Alto Valle      | Unión del rugby del Alta Valle del Rio Negro y Neuquén   | Neuquén                 | 6/7/1959   | 1960   | Comprende i club della zona nord della provincia di Neuquén e della zona orientale della Provincia di Río Negro                                                                           | |
| Andina          | Unión Andina de Rugby                                    | La Rioja                | 28/7/2007  | 2007   | Province di La Rioja e Catamarca | Nata nel 2007, quando la federazione di La Rioja (fondata nel 1997) ha accolto le squadre della provincia di Catamarca                                                                                        |
| Austral         | Unión Austral de Rugby,                                  | Comodoro Rivadavia      | 11/3/1971  | 1971   | Zona settentrionale della provincia di Chubut e Zona meridionale della Provincia di Río Negro                                                                                             | |
| Buenos Aires    | Unión de Rugby de Buenos Aires (URBA)                    | Buenos Aires            | 26/12/1995 | 1995   | Comprende i club della città autonoma di Buenos Aires e di alcuni club della Provincia di Buenos Aires, oltre ad un club di Rosario, il Club Atlético fondatore della stessa UAR nel 1899 | Fondata con atto di scissione dalla UAR nel 1995, quando si definì che, anziché essere gestito direttamente dalla federazione nazionale, il rugby della capitale dovesse essere gestito autonomamente.        |
| Chubut          | Unión de Rugby del Valle del Chubut                      | Trelew                  | 1/7/1971   | 1971   | Zona litorale della provincia di Chubut | |
| Córdoba         | Unión Cordobesa de Rugby                                 | Córdoba                 | 20/3/1931  |        | Provincia di Córdoba | |
| Cuyo            | Unión de Rugby de Cuyo                                   | Argentina               | 22/9/1945  |        | Provincia di Mendoza | Inizialmente comprendeva anche club della Provincia di San Juan |
| Entre Ríos      | Unión Entrerriana de Rugby                               | Paraná                  | 30/3/1979  | 1980   | Provincia di Entre Ríos | I club della si staccarono dalla Unión de Rugby di Rosario prima poi da quella di Santa Fè, costituendo una unione autonoma nel 1980.                                                                         |
| Formosa         | Unión de Rugby de Formosa                                | Formosa                 | 2/4/1988   | 1998   | Provincia di Formosa | |
| Jujuy           | Unión jujeña de Rugby                                    | San Salvador de Jujuy   | 15/8/1966  | 1967   | provincia di Jujuy | |
| Lagos del Sur   | Unión de Rugby de los Lagos del Sur                      | San Carlos de Bariloche | 22/9/2001  | 2002   | Comprende club della zona di Bariloche e di un territorio a cavallo delle province di Rio Negro, Chubut e Neuquen                                                                         | |
| Mar del Plata   | Unión Marplatense de Rugby                               | Mar del Plata           | 27/10/1951 | 2002   | Comprende le squadre della zona vicina omonima città sulla costa a sud di Buenos Aires.                                                                                                   | Comprende anche squadre di Tandil che negli anni '70, avevano dato brevemente vita ad una federazione autonoma.                                                                                               |
| Misiones        | Unión de Rugby de Misiones                               | Posadas                 | 1/2/1977   | 1981   | Provincia di Misiones | Ne fa parte anche una squadra di Encarnación, Paraguay |
| Noreste         | Unión de rugby del Noroeste                              | Resistencia             | 18/4/1963  | 1984   | Chaco e Corrientes | |
| Oeste           | Unión de Rugby del Oeste de la Provincia de Buenos Aires | Junin                   | 30/6/1986  | 1998   | Zona orientale della provincia di Buenos Aires e parte della provincia di La Pampa | Unione "invitata" dal 1987 |
| Rosario         | Unión de Rugby de Rosario                                | Rosario e subborghi     | 14/8/1928  |        | Città di Rosario e sobborghi | Originariamente comprendeva anche club di Santa Fe ed Entre Rios |
| Salta           | Unión de Rugby de Salta                                  | Salta                   | 13/6/1951  | 1958   | Provincia di Salta | Originariamente si chiamava "Unión del Valle de Lerma". |
| San Luis        | Unión de Rugby de San Luis                               | Cerros de Sol           | 19/3/1977  | 1980   | Provincia di San Luis | |
| San Juan        | Unión Sanjuanina de Rugby                                | San Juan                | 10/10/1952 |        | Provincia di San Juan | Nasce per separazione dalla Union del Cuyo |
| Santa Cruz      | Unión Santacruceña de Rugby                              | Río Gallegos            | 5/5/2008   | 2009   | Comprende alcuni club della provincia di Santa Cruz e anche un club di Punta Arenas (Cile): l'UMAG Rugby Club                                                                             | Staccatasi nel 2008 dalla UR dell'Austral |
| Santa Fe        | Unión santafesina de rugby                               | Santa Fe                | 3/8/1955   | 1956   | Provincia di Santa Fe, esclusa Rosario | Staccatasi nel 1955 dalla UR del Litoral (oggi UR di Rosario), assunse inizialmente la denominazione di "Union de reugby del Rio Paranà". Inizialmente comprendeva anche i club della provincia di Entre Ríos |
| Santiago        | Unión Santagueña de Rugby                                | Santiago del Estero     | 2/10/1968  | 1982   | Provincia di Santiago del Estero | |
| Sur             | Unión del rugby del Sur                                  | Bahia Blanca            | 8/5/1954   |        | Parte meridionale della Provincia di Buenos Aires, parti della provincia di La Pampa e zona di Viedma, Provincia di Río Negro                                                             | |
| Terra del fuoco | Unión de Rugby de Tierra del Fuego                       | Ushuaia                 | 22/4/2000  | 2001   | Terra del Fuoco | |
| Tucumán         | Unión de Rugby de Tucumán                                | San Miguel de Tucumán   | 29/2/1944  |        | Provincia di Tucumán | In origine si chiamava Unión de Rugby del Norte sino allo separazione della Unión Santagueña de Rugby |

Esisteva inoltre una Unión de Rugby del Centro de la Provincia de Buenos Aires, fondata nel 1986, affiliata ufficialmente dal 1994, ma già esistente dal 1973 al 1982 come Unión Tandilense de Rugby.